# Tomosvaryella singalensis
Tomosvaryella singalensis är en tvåvingeart som först beskrevs av Kertesz 1903.  Tomosvaryella singalensis ingår i släktet Tomosvaryella och familjen ögonflugor.
Artens utbredningsområde är Sri Lanka. Inga underarter finns listade i Catalogue of Life.